# Ровеньковская обувная фабрика
Ровеньковская обувная фабрика — промышленное предприятие в городе Ровеньки Луганской области, прекратившее производственную деятельность.

## История
Решение о строительстве в Ровеньках крупной обувной фабрики производственной мощностью свыше 3 млн. пар обуви в год было утверждено во второй половине 1960-х годов, она была построена в соответствии с восьмым пятилетним планом развития народного хозяйства СССР.
В целом, в советское время Ровеньковская обувная фабрика Ворошиловградского производственного обувного объединения являлась одним из ведущих предприятий города, изготовленная обувь продавалась в СССР и экспортировалась в другие страны.
После провозглашения независимости Украины предприятие перешло в ведение государственного комитета лёгкой и текстильной промышленности Украины. В условиях экономического кризиса 1990-х годов положение фабрики осложнилось. В дальнейшем, государственное предприятие было преобразовано в закрытое акционерное общество, затем в публичное акционерное общество. Значительная часть помещений была сдана в аренду.
С весны 2014 года фабрика находится на территории, контролируемой самопровозглашённой Луганской Народной Республикой. 
1 сентября 2017 года на проходившем в Луганске в рамках "Выставки достижений народного хозяйства - 2017" II-м экономическом форуме министерство экономики ЛНР предложило Ровеньковскую обувную фабрику в качестве инвестиционной площадки.

## Деятельность
Фабрика специализировалась на производстве обуви детско-школьного ассортимента клеевого и сандально-клеевого метода крепления.
Предприятие расположено на территории 60 тыс. м². Общая площадь производственного корпуса 8500 м².